# 牛目樸麗魚
牛目樸麗魚（学名：[Haplochromis boops] 错误：{{Lang}}：文本有斜体标记（帮助））為慈鯛科樸麗魚屬的一種，分布於非洲維多利亞湖流域，棲息深度可達36公尺，體長可達19.4公分，棲息在泥底質的深水域，屬肉食性，以魚類為食，生活習性不明。

## 擴展閱讀
維基物種上的相關：牛目樸麗魚